# Persone di cognome Ivanov
| Questa pagina contiene informazioni ricavate automaticamente dalle voci biografiche con l'ausilio del template Bio e di un bot. L'aggiornamento è periodico e automatico e ricostruisce completamente la pagina. Se manca una persona in questa lista, sei pregato di non aggiungerla, ma accertati piuttosto che la sua voce biografica contenga il template Bio e che i dati anagrafici siano correttamente compilati. Se il template Bio manca, inseriscilo tu stesso o, in alternativa, metti l'avviso {{tmp\|Bio}} che ne segnala la mancanza. Se i dati riportati sono sbagliati, correggi direttamente la voce biografica; le modifiche saranno visibili in questa lista entro pochi giorni. Per chiarimenti vedi il progetto antroponimi. La lista contiene solo le 86 persone che sono citate nell'enciclopedia e per le quali è stato implementato correttamente il template Bio. Pagina aggiornata al 7 ago 2025. |

Questa è una lista di persone presenti nell'enciclopedia che hanno il cognome Ivanov, suddivise per attività principale.

## Allenatori di calcio(2)
- Valentin Koz'mič Ivanov, allenatore di calcio e calciatore sovietico (Mosca, n. 1934 - Mosca, † 2011)
- Vadim Ivanov, allenatore di calcio e calciatore sovietico (Nižnij Tagil, n. 1943 - Vologda, † 1996)

## Altisti(1)
- Tihomir Ivanov, altista bulgaro (Pleven, n. 1994)

## Arbitri di calcio(1)
- Valentin Valentinovič Ivanov, ex arbitro di calcio russo (Mosca, n. 1961)

## Artisti marziali misti(1)
- Blagoj Ivanov, artista marziale misto bulgaro (Sandanski, n. 1986)

## Astronomi(1)
- Nikolaj Ivanov, astronomo sovietico

## Attori(1)
- Vlad Ivanov, attore rumeno (Botoșani, n. 1969)

## Biologi(1)
- Il'ja Ivanovič Ivanov, biologo russo (Ščigry, n. 1870 - Almaty, † 1932)

## Bobbisti(1)
- Il'ja Ivanov, ex bobbista russo (n. 1986)

## Calciatori(19)
- Aleksandr Ivanovič Ivanov, calciatore sovietico (Leningrado, n. 1928 - San Pietroburgo, † 1997)
- Aleksej Ivanov, ex calciatore russo (Saratov, n. 1981)
- Andrej Evgen'evič Ivanov, calciatore sovietico (Mosca, n. 1967 - Mosca, † 2009)
- Andrej Alekseevič Ivanov, ex calciatore russo (Mosca, n. 1988)
- Antoni Ivanov, calciatore bulgaro (Sofia, n. 1995)
- Galin Ivanov, calciatore bulgaro (Kazanlăk, n. 1988)
- Hristo Ivanov, calciatore bulgaro (Jambol, n. 2000)
- Ivan Kamenov Ivanov, ex calciatore bulgaro (Zlatica, n. 1988)
- Ivan Vasilev Ivanov, calciatore bulgaro (Pernik, n. 1942 - Varna, † 2006)
- Ivo Ivanov, calciatore bulgaro (Kazanluk, n. 1985)
- Leonid Ivanov, calciatore sovietico (Pietrogrado, n. 1921 - Leningrado, † 1990)
- Mihail Ivanov, ex calciatore bulgaro (Sofia, n. 1989)
- Oleg Ivanov, calciatore russo (Mosca, n. 1986)
- Robert Ivanov, calciatore finlandese (Helsinki, n. 1994)
- Sergej Ivanov, ex calciatore kirghiso (Biškek, n. 1980)
- Stanislav Ivanov, ex calciatore moldavo (Tiraspol, n. 1980)
- Stanislav Ivanov, calciatore bulgaro (Gabrovo, n. 1999)
- Vladimir Ivanov Ivanov, ex calciatore bulgaro (Sofia, n. 1973)
- Vladislav Ivanov, ex calciatore moldavo (n. 1990)

## Canottieri(3)
- Nikolaj Ivanov, canottiere sovietico (Leningrado, n. 1949 - San Pietroburgo, † 2012)
- Pietro Ivanov, canottiere italiano (Zara, n. 1894 - Civitavecchia, † 1961)
- Vjačeslav Ivanov, canottiere sovietico (Mosca, n. 1938 - Mosca, † 2024)

## Cestisti(8)
- Andrej Ivanov, cestista russo (Ržavki, n. 1984)
- Dejan Ivanov, ex cestista bulgaro (Varna, n. 1986)
- Ive Ivanov, ex cestista croato (Zara, n. 1985)
- Kalojan Ivanov, cestista bulgaro (Varna, n. 1986)
- Leonid Ivanov, cestista sovietico (Leningrado, n. 1944 - San Pietroburgo, † 2010)
- Pavel Ivanov, ex cestista bulgaro (Tutrakan, n. 1988)
- Pavlin Ivanov, cestista bulgaro (Jambol, n. 1993)
- Sergej Ivanov, ex cestista e allenatore di pallacanestro russo (Krasnojarsk, n. 1963)

## Ciclisti su strada(3)
- Ivan Ivanov, ex ciclista su strada russo (Novoye Muratovo, n. 1960)
- Ruslan Ivanov, ex ciclista su strada moldavo (Chișinău, n. 1973)
- Sergej Valer'evič Ivanov, ex ciclista su strada e dirigente sportivo russo (Čeboksary, n. 1975)

## Collezionisti d'arte(1)
- Aleksandr Ivanov, collezionista d'arte russo (Ostrov, n. 1962)

## Coreografi(1)
- Lev Ivanovič Ivanov, coreografo russo (Mosca, n. 1834 - San Pietroburgo, † 1901)

## Dirigenti sportivi(1)
- Georgi Aleksandrov Ivanov, dirigente sportivo, allenatore di calcio e ex calciatore bulgaro (Plovdiv, n. 1976)

## Esploratori(1)
- Kurbat Afanas'evič Ivanov, esploratore russo († 1666)

## Filosofi(1)
- Omraam Mikhaël Aïvanhov, filosofo e pedagogo bulgaro (Srpci, n. 1900 - Frejus, † 1986)

## Fondisti(2)
- Ivan Ivanov, ex fondista russo (n. 1987)
- Michail Ivanov, ex fondista russo (Ostrov, n. 1977)

## Giocatori di calcio a 5(1)
- Sergej Ivanov, ex giocatore di calcio a 5 russo (Leningrado, n. 1978)

## Hockeisti su ghiaccio(1)
- Ėduard Ivanov, hockeista su ghiaccio sovietico (Mosca, n. 1938 - Mosca, † 2012)

## Judoka(1)
- Ivajlo Ivanov, judoka bulgaro (Montana, n. 1994)

## Lottatori(4)
- Aleksandr Ivanov, ex lottatore sovietico (Distretto di Čuonskij, n. 1951)
- Ivan Ivanov, lottatore bulgaro (Sofia, n. 1986)
- Ivan Ivanov, lottatore bulgaro (n. 1937 - † 2010)
- Stojan Nikolov, ex lottatore bulgaro (Zlatitsa, n. 1949)

## Marciatori(1)
- Aleksandr Ivanov, marciatore russo (Nižnij Tagil, n. 1993)

## Mezzofondisti(1)
- Ivan Ivanov, ex mezzofondista sovietico (n. 1948)

## Militari(1)
- Denis Ivanov, militare russo (Tambov, n. 1981 - Distretto di Sjevjerodonec'k, † 2023)

## Nuotatori(2)
- Ivan Ivanov, ex nuotatore kirghiso (n. 1979)
- Vasilij Ivanov, ex nuotatore sovietico (Samara, n. 1972)

## Pallamanisti(1)
- Vitalij Ivanov, ex pallamanista e allenatore di pallamano russo (Chemnitz, n. 1976)

## Pallanuotisti(1)
- Michail Ivanov, ex pallanuotista sovietico (Mosca, n. 1958)

## Pallavolisti(1)
- Evgeni Ivanov, pallavolista bulgaro (Sofia, n. 1974)

## Percussionisti(1)
- Anatolij Vasil'evič Ivanov, percussionista, compositore e direttore d'orchestra russo (Leningrado, n. 1934 - Vienna, † 2012)

## Pesisti(2)
- Georgi Ivanov, pesista bulgaro (Sliven, n. 1985)
- Ivan Ivanov, pesista kazako (n. 1992)

## Piloti motociclistici(1)
- Vladimir Ivanov, pilota motociclistico russo (Leningrado, n. 1983)

## Pittori(2)
- Aleksandr Andreevič Ivanov, pittore russo (San Pietroburgo, n. 1806 - San Pietroburgo, † 1858)
- Sergej Vasil'evič Ivanov, pittore russo (Ruza, n. 1864 - Mosca, † 1910)

## Poeti(2)
- Konstantin Vasil'evič Ivanov, poeta, drammaturgo e romanziere russo (Slakbaš, n. 1890 - Slakbaš, † 1915)
- Vjačeslav Ivanovič Ivanov, poeta, drammaturgo e critico letterario russo (Mosca, n. 1866 - Roma, † 1949)

## Politici(4)
- Gjorge Ivanov, politico macedone (Valandovo, n. 1960)
- Igor' Sergeevič Ivanov, politico russo (Mosca, n. 1945)
- Sergej Borisovič Ivanov, politico, generale e agente segreto russo (Leningrado, n. 1953)
- Viktor Ivanov, politico e imprenditore russo (Novgorod, n. 1950)

## Registi(1)
- Aleksandr Gavrilovič Ivanov, regista cinematografico sovietico (Davydovo, n. 1898 - Leningrado, † 1984)

## Scacchisti(1)
- Alexander Ivanov, scacchista statunitense (Omsk, n. 1956)

## Schermidori(1)
- Marin Ivanov, ex schermidore bulgaro (n. 1979)

## Scrittori(2)
- Georgij Vladimirovič Ivanov, scrittore e poeta russo (Governatorato di Kovno, n. 1894 - Hyères, † 1958)
- Vsevolod Vjačeslavovič Ivanov, scrittore e giornalista russo (Lebjaž'e, n. 1895 - Mosca, † 1963)

## Scultori(1)
- Ivan Šadr, scultore russo (Taktaši, n. 1887 - Mosca, † 1941)

## Sollevatori(3)
- Aleksandr Ivanov, sollevatore russo (Tbilisi, n. 1989)
- Dmitrij Ivanov, sollevatore sovietico (Oblast' di Orël, n. 1928 - † 1993)
- Ivan Ivanov, ex sollevatore bulgaro (Šumen, n. 1971)

## Senza attività specificata(1)
- Vladimir Alekseevič Ivanov, iranista e islamista russo (San Pietroburgo, n. 1886 - Teheran, † 1970)